# Кито, Ая
Ая Кито (яп. 木藤 亜也 Кито: Ая, 19 июля 1962 — 23 мая 1988, Япония) — японская девушка, которая, заболев в возрасте 15 лет, вела свой личный дневник, озаглавленный «1 литр слёз» (яп. 1リットルの涙 Ити риттору но намида), и описывала в нём течение своей болезни, под названием спиноцеребеллярная атаксия. Ая Кито умерла в возрасте 25 лет, после 10 лет борьбы с неизлечимой болезнью, причинявшей ей как физическую, так и эмоциональную боль, усиливавшую общий стресс и для её семьи. 25 февраля 1986 года, за два года до её смерти, её дневник был растиражирован в Японии, а позже и в других странах. Были отсняты японский фильм «Один литр слёз» (2004) и дорама-сериал «Литр слёз» (2005), основанные на её дневнике. По состоянию на 2007 год дневник Кито Аи «1 литр слёз» был распродан в количестве свыше 18 миллионов экземпляров.